# Orazio Santagati
Orazio Santagati (Catania, 25 maggio 1923 – 28 marzo 1983) è stato un politico e avvocato italiano.

## Biografia
Fu deputato consecutivamente dalla IV alla VIII legislatura della Repubblica Italiana, sempre nelle file del Movimento Sociale Italiano (in seguito Movimento Sociale Italiano - Destra Nazionale) di cui fui anche segretario del gruppo parlamentare. Nella prima di queste legislature subentrò al compagno di partito Filippo Anfuso, deceduto in carica.
Nella seconda metà degli anni '70 fondò la rete tv privata Sirio 55, che trasmise diversi programmi e anche informazione di cronaca e politica dalla sede di Catania fino a poco dopo la sua morte.
Fu, inoltre, fondatore del settimanale politico "Il picchio verde" che ebbe fra i suoi giornalisti un giovanissimo Nello Musumeci, futuro presidente della Provincia di Catania e poi Presidente della Regione Sicilia.
Morì nel marzo 1983 mentre era ancora in carica come parlamentare. Fu sostituito da Giovanbattista Davoli.